# Apeadero de Vilela do Tâmega
El Apeadero de Vilela do Tâmega es una plataforma ferroviaria desactivada de la Línea del Corgo, que servía a la localidad de Vilela do Tâmega, en el ayuntamiento de Chaves, en Portugal.

## Historia
Esta plataforma se encontraba en el tramo entre las Estaciones de Vidago y Tâmega de la Línea del Corgo, que entró en servicio el 20 de junio de 1919.
El tramo entre Chaves y Vila Real fue cerrado en 1990.